# Богородский район (Нижегородская область)
Богоро́дский райо́н — административно-территориальное образование (район) в Нижегородской области России. В рамках организации местного самоуправления ему соответствует Богородский муниципальный округ (с 2004 до 2020 гг. — муниципальный район).
Административный центр — город Богородск.
Население — 57 828 человек (2025).

## География
Располагается в центральной части Нижегородской области. Район граничит с городским округом город Дзержинск, Володарским, Сосновским, Дальнеконстантиновским, Кстовским районами, Павловским муниципальным округом и городским округом город Нижний Новгород.
Площадь района — 1459 км².

## История
Первым письменным памятником, рассказывающим о расселении народностей на территории Верхнего и Среднего Поволжья и Приокского края, является летопись Нестора «Повесть временных лет», составленная в XI веке. Из летописи можно установить, что на территории Богородского района жили народности мурома, черемисы и мордва. Вторым подтверждением расселения этих народностей на территории района служат названия рек, населённых пунктов. Название рек: Кудьма, Ункор, Шилокша, селений: Инютино, Килелей, Чапурда — оказались словами из мордовских языков.
В XII веке возникает колонизационное движение славян на мордовские земли и дальше на юг. Сначала мирное, а затем вооружённое.
Важными событиями, отразившимися на населении, были татарские вторжения. В 1378 году Березополье было нещадно опустошено. В 1520 году — выжжено ханом Сахибом I Гиреем.
Первый памятник, дошедший до нас, связанный с образованием поселений района — Дудин монастырь. Он был освоен в северной части района, на берегу реки Оки, в 1408 году «был уже устроен и имел у себя игумена и братию». Около монастыря возникли первые поселения монастырских крестьян: Подьяблонное, Подвязье, Тетерюгино и другие.
Средняя часть территории района уже к началу XVII века была густо заселена.
Само село Богородское возникло не позже середины XVI века. В 1561 году оно уже было описано писцом Григорием Заболотцким. Легенда об основании Богородского новгородцами, сосланными Иваном Грозным в Нижегородское Березополье в 1570 году, историческими источниками не подтверждается.
В 1615 году по жалованной грамоте царя Михаила Романова село отдано вместе с девятью окрестными деревнями в вотчину думному дворянину Козьме Минину за «московское очищение», да за «его, Козьмину — многую службу», как сказано в грамоте.
Треть района, за рекой Кудьмой, занимающая почти половину его территории и в большей части покрытая густыми лесами, подверглась сравнительно незначительному расселению. К началу XVII века на ней было всего 10 селений.

## Население
| 1939    | 1959    | 1970    | 1979    | 1989    | 2002    | 2008    | 2009    | 2010    |
| ------- | ------- | ------- | ------- | ------- | ------- | ------- | ------- | ------- |
| 88 366  | ↘46 970 | ↘40 070 | ↘35 266 | ↘33 693 | ↗67 959 | ↘66 085 | ↘65 841 | ↘65 677 |
| 2011    | 2012    | 2013    | 2014    | 2015    | 2016    | 2017    | 2018    | 2019    |
| ↘65 621 | ↗65 966 | ↗66 421 | ↗66 985 | ↘66 286 | ↗67 098 | ↗68 103 | ↗69 463 | ↗70 549 |
| 2020    | 2021    | 2024    | 2025    |         |         |         |         |         |
| ↘59 357 | ↗59 737 | ↘57 639 | ↗57 828 |         |         |         |         |         |

### Урбанизация
Городское население (город Богородск) составляет 58.48 % от всего населения района.

## Административно-муниципальное устройство
В Богородский район, в рамках административно-территориального устройства области, входят 7 административно-территориальных образований, в том числе 1 город районного значения и 6 сельсоветов.
| № | Административно- территориальное (муниципальное) образование | Административный центр | Количество населённых пунктов | Население (чел.) | Площадь (км²) |
| - | ------------------------------------------------------------ | ---------------------- | ----------------------------- | ---------------- | ------------- |
| 1 | город Богородск                                              | город Богородск        | 1                             | ↘33 756          | 39,22         |
| 2 | Алешковский сельсовет                                        | село Алешково          | 33                            | ↘4592            | 235,19        |
| 3 | Доскинский сельсовет                                         | село Доскино           | 14                            | ↗7180            | 119,14        |
| 4 | Дуденевский сельсовет                                        | село Дуденево          | 10                            | ↘3761            | 112,03        |
| 5 | Каменский сельсовет                                          | село Каменки           | 28                            | ↗3678            | 237,44        |
| 6 | Хвощёвский сельсовет                                         | село Хвощёвка          | 24                            | ↘2321            | 370,65        |
| 7 | Шапкинский сельсовет                                         | село Шапкино           | 27                            | ↘4069            | 296,59        |

Первоначально на территории Богородского района к 2009 году выделялись 1 рабочий посёлок и 13 сельсоветов. В рамках организации местного самоуправления в 2004—2009 гг. в существовавший в этот период Богородский муниципальный район входили соответственно 14 муниципальных образований, в том числе 1 городское и 13 сельских поселений.
В 2009 году были упразднены следующие сельсоветы: Араповский и Шварихинский (включены в Алешковский сельсовет), Инютинский (включён в Каменский сельсовет), Ключищинский и Оранский (включены в Хвощёвский сельсовет), Лакшинский (включён в Шапкинский сельсовет),. К 1 января 2020 года Новинский сельсовет исключается из состава района и включается в состав городского округа город Нижний Новгород.
В мае 2020 года муниципальный район и все входившие в его состав поселения были упразднены и объединены в Богородский муниципальный округ.

## Населённые пункты
В Богородском районе 137 населённых пунктов, в том числе один город и 136 сельских населённых пунктов.
| №   | Населённый пункт  | Тип             | Население | Административно- территориальное (муниципальное) образование |
| --- | ----------------- | --------------- | --------- | ------------------------------------------------------------ |
| 1   | Богородск         | город           | ↘33 818   | город Богородск                                              |
| 2   | Алексеевка        | деревня         | ↗12       | Хвощёвский сельсовет                                         |
| 3   | Алешково          | село            | ↗1005     | Алешковский сельсовет                                        |
| 4   | Алистеево         | село            | ↘19       | Шапкинский сельсовет                                         |
| 5   | Андреевка         | деревня         | ↗8        | Шапкинский сельсовет                                         |
| 6   | Андриановка       | посёлок         | ↘0        | Каменский сельсовет                                          |
| 7   | Анкудиновка       | деревня         | ↘4        | Каменский сельсовет                                          |
| 8   | Антеньево         | деревня         | ↘63       | Алешковский сельсовет                                        |
| 9   | Арапово           | село            | ↘531      | Алешковский сельсовет                                        |
| 10  | Афанасьево        | село            | ↘239      | Шапкинский сельсовет                                         |
| 11  | Банниково         | деревня         | ↗16       | Доскинский сельсовет                                         |
| 12  | Баркино           | деревня         | ↘30       | Алешковский сельсовет                                        |
| 13  | Березовка         | деревня         | ↗1776     | Дуденевский сельсовет                                        |
| 14  | Большое Бедрино   | деревня         | ↘25       | Шапкинский сельсовет                                         |
| 15  | Бочеево           | деревня         | ↘2        | Хвощёвский сельсовет                                         |
| 16  | Букино            | деревня         | ↘160      | Каменский сельсовет                                          |
| 17  | Буревестник       | посёлок         | ↗3219     | Доскинский сельсовет                                         |
| 18  | Бурцево           | деревня         | ↗88       | Доскинский сельсовет                                         |
| 19  | Великосельево     | деревня         | ↗88       | Доскинский сельсовет                                         |
| 20  | Венец             | деревня         | ↘15       | Алешковский сельсовет                                        |
| 21  | Вознесенское      | деревня         | ↗5        | Алешковский сельсовет                                        |
| 22  | Воронцово         | деревня         | ↗24       | Алешковский сельсовет                                        |
| 23  | Выболово          | деревня         | ↗85       | Алешковский сельсовет                                        |
| 24  | Выползово         | деревня         | ↘40       | Шапкинский сельсовет                                         |
| 25  | Высоково          | деревня         | ↗358      | Шапкинский сельсовет                                         |
| 26  | Вязовец           | деревня         | ↘20       | Хвощёвский сельсовет                                         |
| 27  | Гари              | деревня         | ↘13       | Каменский сельсовет                                          |
| 28  | Горядниха         | посёлок         | ↘1        | Каменский сельсовет                                          |
| 29  | Гремячки          | деревня         | ↗98       | Каменский сельсовет                                          |
| 30  | Демидово          | деревня         | ↘192      | Алешковский сельсовет                                        |
| 31  | Доскино           | село            | ↗812      | Доскинский сельсовет                                         |
| 32  | Дубёнки           | деревня         | ↗34       | Алешковский сельсовет                                        |
| 33  | Дуденево          | село            | ↘1098     | Дуденевский сельсовет                                        |
| 34  | Еловицы           | деревня         | ↘0        | Шапкинский сельсовет                                         |
| 35  | Ефимьево          | село            | ↗38       | Доскинский сельсовет                                         |
| 36  | Заозерье          | деревня         | ↘118      | Дуденевский сельсовет                                        |
| 37  | Зелёный Дол       | посёлок         | ↘78       | Шапкинский сельсовет                                         |
| 38  | Зименки           | деревня         | ↘50       | Каменский сельсовет                                          |
| 39  | Ивановское        | село            | ↘45       | Хвощёвский сельсовет                                         |
| 40  | имени Первого Мая | посёлок         | ↗11       | Каменский сельсовет                                          |
| 41  | Инютино           | деревня         | ↗510      | Каменский сельсовет                                          |
| 42  | Ионовка           | деревня         | ↗10       | Хвощёвский сельсовет                                         |
| 43  | Каленки           | деревня         | ↘6        | Шапкинский сельсовет                                         |
| 44  | Каликино          | деревня         | ↘2        | Алешковский сельсовет                                        |
| 45  | Каменки           | село            | ↗1903     | Каменский сельсовет                                          |
| 46  | Каменный          | посёлок         | ↘6        | Каменский сельсовет                                          |
| 47  | Карпово           | деревня         | ↘37       | Каменский сельсовет                                          |
| 48  | Касаниха          | деревня         | ↘34       | Каменский сельсовет                                          |
| 49  | Килелей           | деревня         | ↘41       | Каменский сельсовет                                          |
| 50  | Киргино           | деревня         | →0        | Шапкинский сельсовет                                         |
| 51  | Ключищи           | деревня         | ↘195      | Хвощёвский сельсовет                                         |
| 52  | Кожевенное        | деревня         | ↗57       | Дуденевский сельсовет                                        |
| 53  | Колесницы         | деревня         | →0        | Алешковский сельсовет                                        |
| 54  | Комсомольский     | посёлок         | ↘181      | Каменский сельсовет                                          |
| 55  | Копнино           | деревня         | ↗36       | Доскинский сельсовет                                         |
| 56  | Красный Кирпичник | посёлок         | ↘15       | Каменский сельсовет                                          |
| 57  | Крастелиха        | деревня         | ↗35       | Алешковский сельсовет                                        |
| 58  | Крашово           | деревня         | ↘61       | Шапкинский сельсовет                                         |
| 59  | Крутец            | деревня         | ↘7        | Алешковский сельсовет                                        |
| 60  | Крутец            | деревня         | ↗54       | Доскинский сельсовет                                         |
| 61  | Крутиха           | деревня         | ↘35       | Хвощёвский сельсовет                                         |
| 62  | Кубаево           | деревня         | ↗88       | Хвощёвский сельсовет                                         |
| 63  | Кудрёшки          | деревня         | ↘114      | Алешковский сельсовет                                        |
| 64  | Кузнецово         | деревня         | ↘86       | Шапкинский сельсовет                                         |
| 65  | Куликово          | деревня         | ↘45       | Шапкинский сельсовет                                         |
| 66  | Лазарево          | деревня         | ↘82       | Шапкинский сельсовет                                         |
| 67  | Лакша             | село            | ↗963      | Шапкинский сельсовет                                         |
| 68  | Лесной            | посёлок         | ↘41       | Хвощёвский сельсовет                                         |
| 69  | Лисьи Ямки        | посёлок         | ↘0        | Каменский сельсовет                                          |
| 70  | Лом               | деревня         | ↘31       | Каменский сельсовет                                          |
| 71  | Лопатино          | посёлок         | ↘1        | Каменский сельсовет                                          |
| 72  | Лукино            | село            | ↗287      | Шапкинский сельсовет                                         |
| 73  | Майоровка         | посёлок         | →0        | Каменский сельсовет                                          |
| 74  | Макариха          | деревня         | ↗62       | Хвощёвский сельсовет                                         |
| 75  | Малиновка         | деревня         | →0        | Хвощёвский сельсовет                                         |
| 76  | Малое Бедрино     | деревня         | ↘11       | Шапкинский сельсовет                                         |
| 77  | Мирный            | посёлок         | ↘6        | Доскинский сельсовет                                         |
| 78  | Нагавицино        | село            | ↗4        | Шапкинский сельсовет                                         |
| 79  | Натальино         | деревня         | ↘3        | Хвощёвский сельсовет                                         |
| 80  | Непецино          | деревня         | ↘14       | Алешковский сельсовет                                        |
| 81  | Новая Слобода     | посёлок         | ↗8        | Каменский сельсовет                                          |
| 82  | Новинки           | деревня         | ↘3        | Хвощёвский сельсовет                                         |
| 83  | Окский            | посёлок         | ↘1359     | Доскинский сельсовет                                         |
| 84  | Оленино           | деревня         | ↗12       | Дуденевский сельсовет                                        |
| 85  | Оранки            | село            | ↘618      | Хвощёвский сельсовет                                         |
| 86  | Оринкино          | деревня         | ↗6        | Дуденевский сельсовет                                        |
| 87  | Охотино           | деревня         | ↘11       | Дуденевский сельсовет                                        |
| 88  | Пальцино          | деревня         | ↘25       | Шапкинский сельсовет                                         |
| 89  | Пантелеево        | деревня         | ↘54       | Шапкинский сельсовет                                         |
| 90  | Песочное          | деревня         | ↘304      | Алешковский сельсовет                                        |
| 91  | Победиха          | деревня         | ↘22       | Алешковский сельсовет                                        |
| 92  | Подвязье          | село            | ↘12       | Алешковский сельсовет                                        |
| 93  | Подъяблонное      | деревня         | ↘8        | Алешковский сельсовет                                        |
| 94  | Полец             | деревня         | ↘26       | Алешковский сельсовет                                        |
| 95  | Поляны            | деревня         | ↗22       | Доскинский сельсовет                                         |
| 96  | Поспелиха         | деревня         | ↗53       | Хвощёвский сельсовет                                         |
| 97  | Пруды             | деревня         | ↘81       | Каменский сельсовет                                          |
| 98  | Савелово          | деревня         | ↗24       | Шапкинский сельсовет                                         |
| 99  | Садки             | деревня         | ↘12       | Шапкинский сельсовет                                         |
| 100 | Санниково         | деревня         | ↘18       | Алешковский сельсовет                                        |
| 101 | Северная Колта    | посёлок         | ↗4        | Каменский сельсовет                                          |
| 102 | Сляднево          | деревня         | ↘2        | Алешковский сельсовет                                        |
| 103 | Сокол             | деревня         | ↘150      | Дуденевский сельсовет                                        |
| 104 | Солонское         | деревня         | ↘477      | Шапкинский сельсовет                                         |
| 105 | Сохтанка          | деревня         | ↘30       | Хвощёвский сельсовет                                         |
| 106 | Спирино           | село            | ↘37       | Каменский сельсовет                                          |
| 107 | Стрелково         | деревня         | ↗15       | Доскинский сельсовет                                         |
| 108 | Сухоблюдное       | деревня         | ↘152      | Хвощёвский сельсовет                                         |
| 109 | Сысоевка          | деревня         | ↘193      | Дуденевский сельсовет                                        |
| 110 | Теряево           | деревня         | ↗527      | Алешковский сельсовет                                        |
| 111 | Тетерюгино        | деревня         | ↘7        | Алешковский сельсовет                                        |
| 112 | Тимонино          | деревня         | ↘38       | Алешковский сельсовет                                        |
| 113 | Трестьяны         | деревня         | ↗26       | Алешковский сельсовет                                        |
| 114 | Троица            | село            | ↘45       | Шапкинский сельсовет                                         |
| 115 | Убежицы           | село            | ↘103      | Алешковский сельсовет                                        |
| 116 | Ункор             | посёлок         | ↗11       | Каменский сельсовет                                          |
| 117 | Ушаково           | деревня         | ↘556      | Алешковский сельсовет                                        |
| 118 | Ушаково           | деревня         | ↘13       | Каменский сельсовет                                          |
| 119 | Хабарское         | деревня         | ↘49       | Дуденевский сельсовет                                        |
| 120 | Хватково          | деревня         | ↘70       | Доскинский сельсовет                                         |
| 121 | Хвощёвка          | село            | ↘915      | Хвощёвский сельсовет                                         |
| 122 | Центральный       | посёлок         | ↘926      | Шапкинский сельсовет                                         |
| 123 | Чаглово           | посёлок         | →18       | Каменский сельсовет                                          |
| 124 | Чапурда           | деревня         | ↘1        | Каменский сельсовет                                          |
| 125 | Ченцово           | деревня         | ↗11       | Алешковский сельсовет                                        |
| 126 | Чижково           | деревня         | ↘3        | Шапкинский сельсовет                                         |
| 127 | Шапкино           | село            | ↘317      | Шапкинский сельсовет                                         |
| 128 | Шарголи           | деревня         | →15       | Хвощёвский сельсовет                                         |
| 129 | Шарголи           | село            | ↘52       | Хвощёвский сельсовет                                         |
| 130 | Швариха           | деревня         | ↗633      | Алешковский сельсовет                                        |
| 131 | Шилово            | деревня         | ↘29       | Хвощёвский сельсовет                                         |
| 132 | Шониха            | деревня         | ↘38       | Хвощёвский сельсовет                                         |
| 133 | Шониха            | посёлок станции | ↘19       | Хвощёвский сельсовет                                         |
| 134 | Шопово            | деревня         | ↗148      | Алешковский сельсовет                                        |
| 135 | Шуклино           | деревня         | ↘70       | Алешковский сельсовет                                        |
| 136 | Шумилово          | деревня         | ↗236      | Доскинский сельсовет                                         |
| 137 | Ягодное           | деревня         | ↘30       | Хвощёвский сельсовет                                         |

## Экономика
В структуре экономики района за 2010 год основную долю занимают промышленность — 64,2 % объёмов отгрузки продукции и сельское хозяйство — 13,7 %.
В промышленности района действует около 80 предприятий, из них 13 относятся к разряду крупных и средних. Всего в промышленности занято 4750 человек, что составляет более 20 процентов работающих.
По оценке, отгрузка промышленной продукции за 2010 год (по полному кругу предприятий) составит 4,3 млрд руб., темп роста в действующих ценах — 117,8 процента. В крупных и средних предприятиях обрабатывающего производства объём отгрузки составил 3,3 млн рублей, рост в сравнении с прошлым годом на 17,6 процентов — в действующих ценах.
Основная доля объёмов отгруженной продукции приходилась на предприятия — ЗАО «ЕК „Кемикал“», ОАО «Богородский завод хромовых кож», ООО «Автомеханический завод» и ООО «Сильва», что составляет 65 процентов общего объёма отгрузки.
За 2010 год незначительный спад объёмов производства отмечен в производстве машин и оборудования (на 0,7 %); самый большой — в текстильном и швейном производстве (на 56 %).
Сократили объём отгрузки товаров собственного производства, выполненных работ и услуг собственными силами по сравнению с аналогичным периодом прошлого года: ЗАО «Богородский хлебозавод» — на 20 процентов, ЗАО «БШГК» — на 31 процент.
Увеличение объёмов отгрузки товаров собственного производства, выполненных работ и услуг собственными силами произошло на таких предприятиях как ООО «Автомеханический завод» — в 2 раза, ООО «Богородская обувная фабрика» — в 3 раза, ООО «Сильва» — на 43 процента, ЗАО «Богородская кондитерская фабрика» — на 22 процента, ОАО «Богородский завод хромовых кож» — на 21 процент, ЗАО «ЕК Кемикал» — на 18 процентов.
Официальная заработная плата выросла на 10 % и составила 9900 рублей, в крупных и средних предприятиях заработная плата составила 12000 рублей, что на 27 % больше уровня 2009 года.
Промышленность
В январе—августе 2010 года промышленными предприятиями Богородского района произведено товаров, выполнено работ и услуг собственными силами на 2600 млн рублей, что составляет 115,6 % к уровню прошлого года.
В промышленности в текущем году наблюдается рост объёмов производства относительно прошлого года (за январь—август 2010 года индекс промышленного производства составил 100 % к уровню января—августа 2009 года).
Незначительный спад объёмов производства отмечен в обработке древесины (индекс производства в январе—августе 2010 года составил 93,1 % к январю—августу 2009 года); самый большой — в текстильном и швейном производстве (20 %).
Основные причины сокращения производственной деятельности — это недостаток оборотных средств на предприятиях, снижение спроса на продукцию и снижение доступности кредитных ресурсов для предприятий и физических лиц.
Сельское хозяйство
Крупнейшие сельскохозяйственные предприятия района: СПК «Колхоз „Заря“», СПК им. Кирова, СПК «Колхоз „Мир“», ОАО «Искра», ОАО «Каменское», ОАО «Птицефабрика „Кудьминская“», ФГУП «Учхоз „Новинки“», ССС «ПОК „Нива НН“».
Ресурсы
В районе преобладают серо-лесная и дерново-подзолистая почвы. Полезные ископаемые представлены карбонатными породами, которые используются для известкования почв, получения строительного камня и гипса, а также доломитами, песком, глиной, торфом. Месторождение гипса в приокской части района (Алешковские горы), известняков и доломитов у села Убежицы, села Ключищи, села Сухоблюдного. Глина и песок встречаются повсеместно. Торфяные отложения распространены в долине реки Кудьмы и ряда заболоченных котловин. Наиболее значительные торфяные образования около сёл Крашово (Зелёный Дол) и Лакша.
Транспорт
По территории района проходят автодороги федерального М7 (Южный обход Нижнего Новгорода), Р158 и регионального значения: Р125. Трасса М7 является частью второго панъевропейского коридора.

## Образование
|                               | 2002 | 2003 |
| Детские дошкольные учреждения | 33   | 33   |
| количество мест               | 3177 | 3177 |
| Детские дома и интернаты      | 3    | 3    |
| количество мест               | 385  | 385  |
| Школы всего                   | 28   | 28   |
| в них учащихся                | 6854 | 6556 |
| в том числе средние школы     | 17   | 17   |
| в них учащихся                | 5994 | 5735 |
| основные школы                | 9    | 9    |
| в них учащихся                | 658  | 615  |
| начальные школы               | 2    | 2    |
| в них учащихся                | 202  | 206  |
| Центр образования             | 1    | 1    |
| в том числе учащихся          | 177  | 167  |
| Лицей-71                      | 1    | 1    |
| УПК                           | -    | -    |
| ПТУ-71                        | -    | -    |

## Культура
Сеть учреждений культуры и искусства Богородского района включает 25 домов культуры и клубов, 23 библиотеки, центр «Досуг» (объединяет дом ремёсел и парк), детскую музыкальную школу, детскую художественную школу, городской музей, а также открывшийся в 2009 году ФОК «Победа».
Открыт сельский дом культуры на станции Кудьма, переведены в новые благоустроенные помещения библиотеки в посёлке Буревестнике, селе Арапове и других. Завершено обустройство новой центральной библиотеки.
Появились новые типы учреждений культуры: Алешковский дом фольклора, сельские дома народного творчества, центры досуговой деятельности, центр экологического воспитания детей в Ключицах, центр традиционной народной культуры в Оранках, клуб-кафе «Парус», дом ремёсел.
Богородский район является сосредоточием памятников истории и культуры: на государственную охрану поставлены 177 памятников истории и культуры, в том числе 29 памятников федерального значения. В историческом облике Богородского района заметную роль играют сохранившиеся сельские усадьбы XVIII-XIX веков, монастырские архитектурные ансамбли — Оранский Богородицкий монастырь в селе Оранки (1611 год), а также Амвросиев Николаевский Дудин монастырь в деревне Подъяблонной (1445 год).
В парке имени Ленинского комсомола установлен памятник воинам Великой Отечественной, в Аллее Славы установлены бюсты Героям Советского Союза -богородчанам, погибшим на фронтах Великой Отечественной войны.
В 2001 году в городе открыт памятник богородчанам, погибшим в локальных войнах.
Для ознакомления с памятниками истории туристам предлагаются экскурсии по маршрутам: Богородск — Кудрешки «Кудрешки — родина декабриста М. П. Бестужева-Рюмин»; Богородск — Оранки «К истокам веры и письменности» (Оранский монастырь); Богородск — Лукино «На родину музыковеда и декабриста А. Д. Улыбышева»; Богородск — Подвязье «Помещичий и усадебный быт».
В селениях Богородского района сохранились парки, представляющие собой архитектурно-ландшафтные ансамбли. В них около пятидесяти видов растений из Сибири, Западной Европы, Южной России и Америки. Наиболее известный охраняемый государством парк — в Кудрешках, на родине известного декабриста М. П. Бестужева-Рюмина.

## Здравоохранение
|                                            | 1998 | 1999 | 2000 | 2001 | 2002 |
| Поликлиники и амбулатории                  | 12   | 12   | 12   | 12   | 12   |
| Стационары                                 | 8    | 8    | 8    | 8    | 8    |
| количество коек                            | 740  | 710  | 710  | 710  | 710  |
| количество врачей                          | 185  | 175  | 172  | 164  |      |
| количество среднего медицинского персонала | 622  | 652  | 601  | 591  |      |

## Спорт
В Богородском районе построен крупнейший в Нижегородской области автодром «Нижегородское кольцо».